# Xã Todd, Quận Huntingdon, Pennsylvania
Xã Todd (tiếng Anh: Todd Township) là một xã thuộc quận Huntingdon, tiểu bang Pennsylvania, Hoa Kỳ. Năm 2010, dân số của xã này là 952 người.